# Cyclosorus serra
Cyclosorus serra är en kärrbräkenväxtart som först beskrevs av Olof Peter Swartz, och fick sitt nu gällande namn av Oliver Atkins Farwell. Cyclosorus serra ingår i släktet Cyclosorus och familjen Thelypteridaceae. Inga underarter finns listade.